# Stärkelsefabrik
En stärkelsefabrik eller stärkelsebruk är en fabrik som tillverkar stärkelse. 
Man tillverkar stärkelse från främst potatis eller majs men eftersom stärkelse finns i alla växter kan man i princip utvinna den på flera sätt. I Sverige, med sitt kallare klimat, var tillverkningen tidigare främst baserad på potatis, men idag sker tillverkning även av majsstärkelse.

I Skåne uppstod många stärkelsefabriker och brännerier under 1800-talet. Fabriksbyggnaderna, med sitt likartade utseende, finns oftast kvar och bidrar med en agrarindustriell karaktär till jordbrukslandskapet.
Som följd av att brännerinäringen på 1800-talet underkastas allt hårdare restriktioner kom stärkelsetillverkningen att bli en naturlig utväg för många potatisodlare, vilka slog sig samman om andelsfabriker med utrustning från tyska eller svenska tillverkare.
Industrin växte snabbt fram till 1950 då en genomgripande strukturomvandling tog sin början.